# Trần Nữ Yên Khê
Trần Nữ Yên Khê (Hanoi, 12 marzo 1968) è un'attrice e costumista vietnamita naturalizzata francese nota per i suoi ruoli nei film del marito Trần Anh Hùng, specialmente Il profumo della papaya verde (1993) e Cyclo (1995).

## Filmografia

### Attrice
- La Femme mariée de Nam Xuong, regia di Trần Anh Hùng – cortometraggio (1989)
- La Pierre de l'attente, regia di Trần Anh Hùng – cortometraggio (1991)
- Il profumo della papaya verde (Mùi đu đủ xanh), regia di Trần Anh Hùng (1993)
- Cyclo (Xích lô), regia di Trần Anh Hùng (1995)
- Solstizio d'estate (Mùa hè chiếu thẳng đứng), regia di Trần Anh Hùng (2000)
- Thung lũng hoang vắng, regia di Phạm Nhuệ Giang (2001)
- I Come with the Rain, regia di Trần Anh Hùng (2009)
- Éternité, regia di Trần Anh Hùng (2016) - solo voce
- The Third Wife, regia di Ash Mayfair (2018)

### Costumista
- Norwegian Wood (Norūwei no mori), regia di Trần Anh Hùng (2010) - anche scenografa
- Il gusto delle cose (La Passion de Dodin Bouffant), regia di Trần Anh Hùng (2023)

## Riconoscimenti
- Premio César[4]
  - 2024 – Candidatura ai migliori costumi per Il gusto delle cose